# Campeonato Paraense de Futebol de 2019
O Campeonato Paraense de Futebol de 2019, (por questões de patrocínio, Campeonato Paraense Banpará de 2019), foi a 107ª edição da principal divisão de futebol do Pará. O Paraense desse ano passou por problemas devido desabamento de parte do teto do Estádio Mangueirão , oque obrigou o MP-PA a anunciar capacidade máxima de 22 mil espectadores enquanto a Secretaria de Estado de Desenvolvimento Urbano e Obras Públicas (SEDOP) anunciou para o dia 10 de fevereiro a conclusão das obras de reparo , fatos estes que comprometem o andamento normal da competição, especialmente para o Clube do Remo que não possui condições de mandar jogos em seu estádio, o Baenão. Além deste fato, devido ao acidente que resultou em queda de Parte da ponte da Alça Viária no Rio Moju  o Independente-PA se viu obrigado a realizar o mando de campo no Mangueirão contra o Remo na primeira partida da decisão do título.
O Parazão deste ano apresentou a participação de 7 cidades do Estado, aonde a cidade com maior número de representantes ficou com Santarém com 3 equipes. Além disto, o Campeonato deste ano mantem as mudanças pontuais no formato, incluindo a disputa de turno e returno, que acabou. Ao final do campeonato, foram atribuídas três vagas para a Copa do Brasil de 2020 e ao campeão a vaga na Copa Verde de 2020, além de duas vagas na Série D de 2020.

## Regulamento
Mantendo o formato, os 10 clubes serão divididos em dois grupos. Em fase única, times da chave A1 jogam contra equipes da chave A2 duas vezes, não há gol fora de casa no sistema de ida e volta. Os quatro mais bem colocados – dois de cada grupo – avançam para a semifinal e disputam um lugar na decisão, o pior time classificado em cada grupo estará rebaixado a Segunda Divisão do campeonato.

### Critérios de Desempate

#### Primeira Fase
Caso haja empate de pontos entre dois clubes, os critérios de desempates são aplicados na seguinte ordem:
1. Maior número de vitórias;
2. Maior saldo de gols;
3. Maior número de gols pró;
4. Sorteio.

#### Fase Final
Caso haja empate de pontos entre dois clubes, os critérios de desempates são aplicados na seguinte ordem:
1. Maior saldo de gols;
2. Cobranças de pênaltis.

## Equipes participantes

### Promovidos e rebaixados
| Pos. | Rebaixados da Primeira Divisão de 2018 |
| ---- | -------------------------------------- |
| 9º   | Parauapebas                            |
| 10º  | Cametá                                 |

| Pos. | Promovido da Segunda Divisão de 2018 |
| ---- | ------------------------------------ |
| 1º   | Tapajós                              |
| 2º   | São Francisco-PA                     |

| Equipe                        | Cidade      | Em 2018 | Estádio            | Capacidade | Títulos             | Part. |
| ----------------------------- | ----------- | ------- | ------------------ | ---------- | ------------------- | ----- |
| Águia de Marabá Futebol Clube | Marabá      | 7º      | Zinho de Oliveira  | 5.000      | 0                   | 18    |
| Bragantino Clube do Pará      | Bragança    | 3º      | Diogão             | 5.000      | 0                   | 12    |
| Castanhal Esporte Clube       | Castanhal   | 5º      | Modelão            | 7.500      | 0                   | 19    |
| Independente Atlético Clube   | Tucuruí     | 6º      | Navegantão         | 8.000      | 1 (2011)            | 16    |
| Paragominas Futebol Clube     | Paragominas | 8º      | Arena Verde        | 10.000     | 0                   | 7     |
| Paysandu Sport Club           | Belém       | 2º      | Curuzu             | 16.200     | 47 (último em 2017) | 103   |
| Clube do Remo                 | Belém       | 1º      | Mangueirão         | 35.000     | 45 (último em 2018) | 103   |
| São Francisco Futebol Clube   | Santarém    | 2º(B)   | Colosso do Tapajós | 8.500      | 0                   | 10    |
| São Raimundo Esporte Clube    | Santarém    | 4º      | Colosso do Tapajós | 8.500      | 0                   | 17    |
| Tapajós Futebol Clube         | Santarém    | 1º(B)   | Colosso do Tapajós | 8.500      | 0                   | 3     |

## Desempenho por rodada

### Grupo A1
Clubes que lideraram o Grupo A1 ao final de cada rodada:
| Rodadas | Rodadas | Rodadas | Rodadas | Rodadas | Rodadas | Rodadas | Rodadas | Rodadas | Rodadas |
| ------- | ------- | ------- | ------- | ------- | ------- | ------- | ------- | ------- | ------- |
| 1       | 2       | 3       | 4       | 5       | 6       | 7       | 8       | 9       | 10      |
| REMO    |         |         |         |         |         |         |         |         |         |

Clubes que estiveram na lanterna do Grupo A1 ao final de cada rodada:
| Rodadas       | Rodadas | Rodadas | Rodadas | Rodadas | Rodadas | Rodadas | Rodadas | Rodadas | Rodadas |
| ------------- | ------- | ------- | ------- | ------- | ------- | ------- | ------- | ------- | ------- |
| 1             | 2       | 3       | 4       | 5       | 6       | 7       | 8       | 9       | 10      |
| SÃO FRANCISCO |         |         |         |         |         |         |         |         |         |

### Grupo A2
Clubes que lideraram o Grupo A2 ao final de cada rodada:
| Rodadas | Rodadas  | Rodadas  | Rodadas  | Rodadas  | Rodadas  | Rodadas  | Rodadas  | Rodadas  | Rodadas  |
| ------- | -------- | -------- | -------- | -------- | -------- | -------- | -------- | -------- | -------- |
| 1       | 2        | 3        | 4        | 5        | 6        | 7        | 8        | 9        | 10       |
| PGM     | PAYSANDU | PAYSANDU | PAYSANDU | PAYSANDU | PAYSANDU | PAYSANDU | PAYSANDU | PAYSANDU | PAYSANDU |

Clubes que estiveram na lanterna do Grupo A2 ao final de cada rodada:
| Rodadas      | Rodadas | Rodadas | Rodadas | Rodadas | Rodadas | Rodadas | Rodadas | Rodadas | Rodadas |
| ------------ | ------- | ------- | ------- | ------- | ------- | ------- | ------- | ------- | ------- |
| 1            | 2       | 3       | 4       | 5       | 6       | 7       | 8       | 9       | 10      |
| SÃO RAIMUNDO |         |         |         |         |         |         |         |         |         |

## Fase Final
|  | Semifinais   | Semifinais   | Semifinais | Semifinais |   |      | Final | Final | Final | Final |
|  |              |              |            |            |   |      |       |       |       |       |
|  | Bragantino   | 0            | 0          | 0          |   |      |       |       |       |       |
|  | Remo         | 1            | 0          | 1          |   |      |       |       |       |       |
|  | Remo         | 1            | 0          | 1          |   | Remo | 0     | 2     | 2     |       |
|  |              |              |            |            |   | Remo | 0     | 2     | 2     |       |
|  |              | Independente | 1          | 0          | 1 |      |       |       |       |       |
|  | Independente | Independente | 1          | 0          | 1 | 3    | 0     | 3     |       |       |
|  | Independente |              |            |            |   | 3    | 0     | 3     |       |       |
|  | Paysandu     | 1            | 1          | 2          |   |      |       |       |       |       |

|  | Disputa do 3° lugar [F1] |   |   |       |
|  |                          |   |   |       |
|  | Bragantino               | - | - | 1 (5) |
|  | Paysandu                 | - | - | 1 (3) |

- ^  F1. Em decorrência de sequência de jogos por parte das duas equipes, a diretoria do Paysandu propôs a diretoria do Bragantino a realização de partida única pela decisão do 3º lugar do estadual, aceita pela FPF.[8]

| Campeonato Paraense 2019    |
| --------------------------- |
| Belém                       |
| Remo Bicampeão (46º título) |

## Artilharia[9]
- Atualizado em 13 de Abril

| Gols | Jogador            | Time             |
| ---- | ------------------ | ---------------- |
| 5    | Michel             | Paragominas      |
| 4    | William Fazendinha | Independente-PA  |
| 4    | Joãozinho          | Independente-PA  |
| 4    | Nicolas            | Paysandu         |
| 4    | Alexandre          | São Francisco-PA |
| 3    | Júnior Rato        | Águia de Marabá  |
| 3    | Gabriel Gonçalves  | Bragantino-PA    |
| 3    | Fidélis            | Bragantino-PA    |
| 3    | Bilau              | Paragominas      |
| 3    | Echeverría         | Remo             |
| 3    | Rafael Paty        | São Francisco-PA |
| 3    | Mariano            | Tapajós          |

## Mudança de técnicos
| Clube            | Antecessor           | Motivo    | Data            | Última partida                      | Rod             | Pos         | Sucessor         | Ref.          |
| ---------------- | -------------------- | --------- | --------------- | ----------------------------------- | --------------- | ----------- | ---------------- | ------------- |
| São Raimundo-PA  | Vladimir de Jesus    | Resignado | 4 de Fevereiro  | Bragantino-PA 3 – 1 São Raimundo-PA | 3ª              | 5º (Gr. A2) | Everton Goiano   | [ 10 ] [ 11 ] |
| São Francisco-PA | Osvaldo Monte Alegre | Resignado | 12 de Fevereiro | São Francisco-PA 4 – 5 Paragominas  | 4ª              | 5º (Gr. A1) | Júnior Amorim    | [ 12 ] [ 13 ] |
| Remo             | João Neto "Netão"    | Afastado  | 23 de Fevereiro | Remo 3 – 0 São Raimundo-PA          | 6ª              | 1º (Gr. A1) | Márcio Fernandes | [ 14 ] [ 15 ] |
| Castanhal        | Douglas Leite        | Resignado | 24 de Fevereiro | Castanhal 0 – 0 Paragominas         | 6ª              | 4º (Gr. A1) | Arthur Oliveira  | [ 16 ] [ 17 ] |
| Tapajós          | Flávio Barros        | Resignado | 26 de Fevereiro | Águia de Marabá 3 – 1 Tapajós       | 6ª              | 4º (Gr. A2) | Walter Lima      | [ 18 ]        |
| Paysandu         | João Brigatti        | Demitido  | 17 de Março     | Paysandu 1 – 1 Castanhal            | 8ª              | 1º (Gr. A2) | Leonardo Condé   | [ 19 ] [ 20 ] |
| Bragantino-PA    | Agnaldo de Jesus     | Demitido  | 3 de Abril      | Bragantino-PA 0 – 1 Remo            | Semifinal - Ida | -           | Samuel Cândido   | [ 21 ]        |

### Técnicos mantidos por todo campeonato
| Treinador         | Clube           |
| ----------------- | --------------- |
| João Galvão       | Águia de Marabá |
| Samuel Cândido    | Paragominas     |
| Charles Guerreiro | Independente-PA |

## Maiores Públicos
Esses são os dez maiores públicos pagantes do Campeonato:

### Média de público
A média de público considera apenas os jogos da equipe como mandante.
| Nº | Time             | Total   | Jogos | Média  |
| -- | ---------------- | ------- | ----- | ------ |
| 1  | Remo             | 88 596  | 7     | 12 657 |
| 2  | Paysandu         | 59 622  | 6     | 9 937  |
| 3  | Bragantino-PA    | 19 188  | 7     | 2 741  |
| 4  | Independente-PA  | 14 203  | 7     | 2 029  |
| 5  | São Raimundo-PA  | 6 361   | 5     | 1 272  |
| 6  | Águia de Marabá  | 4 979   | 5     | 996    |
| 7  | Castanhal        | 4 818   | 5     | 964    |
| 8  | Paragominas      | 4 646   | 5     | 929    |
| 9  | São Francisco-PA | 1 791   | 4     | 448    |
| 10 | Tapajós          | 832     | 5     | 166    |
| —  | Camp. Paraense   | 205 036 | 56    | 3 661  |

| Maior média de público do Parazão 2019 |
| Belém                                  |
| -------------------------------------- |
| Remo                                   |

## Classificação geral
- 31 de Março - Como Paysandu e Remo se classificaram para as fases finais e os mesmos disputam em 2019 a Série C, automaticamente as duas vagas para a Série D de 2020 serão preenchidas por Bragantino-PA e Independente-PA.

## Seleção do campeonato

### Seleção "meio de campo" daTV Cultura
| Posição          | Jogador            | Clube           |
| Goleiro          | Vinicius           | Remo            |
| Lateral-direito  | Michel             | Paragominas     |
| Zagueiro         | Dedé               | Independente-PA |
| Zagueiro         | Victor Oliveira    | Paysandu        |
| Lateral-esquerdo | Diego Matos        | Paysandu        |
| Volante          | Ricardo Capanema   | Bragantino-PA   |
| Meia             | Marcos Antônio     | Paysandu        |
| Meia             | Nicolas            | Paysandu        |
| Atacante         | Willian Fazendinha | Independente-PA |
| Atacante         | Fidélis            | Bragantino-PA   |
| Atacante         | Douglas Packer     | Remo            |
| Técnico          | Charles Guerreiro  | Independente-PA |
| ---------------- | ------------------ | --------------- |

- Revelação: Kevem (Remo)
- Craque do Campeonato: Vinícius (Remo)
- Craque da Galera: Kevem (Remo)

### Seleção "Trofeu Camisa 13" daRBA TV(Votação Popular)
| Posição          | Jogador            | Clube           |
| Goleiro          | Vinicius           | Remo            |
| Lateral-direito  | Bruno Oliveira     | Paysandu        |
| Zagueiro         | Dedé               | Independente-PA |
| Zagueiro         | Rafael Jansen      | Remo            |
| Lateral-esquerdo | Esquerdinha        | Bragantino-PA   |
| Volante          | Ricardo Capanema   | Bragantino-PA   |
| Meia             | Marcos Antônio     | Paysandu        |
| Meia             | Nicolas            | Paysandu        |
| Atacante         | Willian Fazendinha | Independente-PA |
| Atacante         | Fidélis            | Bragantino-PA   |
| Atacante         | Gustavo            | Remo            |
| Técnico          | Charles Guerreiro  | Independente-PA |
| ---------------- | ------------------ | --------------- |

- Revelação: Kevem (Remo)
- Craque do Campeonato: Nicolas (Paysandu)
- Preparador Físico: Robson Melo (Remo)

## Campeonato Paraense sub-20
- A competição garante ao campeão vaga na Copa do Brasil Sub-20 de 2020 e 2021.

- Campeão: Bragantino-PA [22]
- Vice-campeão: Caeté

| Quarta-Feira, 4 de Dezembro | Bragantino-PA                                         | 5 – 0         | Caeté | Diogão, Bragança |
| 15:00                       | Arian Taperaçu · Xacoca · Magno · Rodriguinho · Túlio | [ Súmula FPF] |       | Árbitro: PA -    |

## Campeonato Paraense sub-17
- A competição garante ao campeão vaga na Copa do Brasil Sub-17 de 2020 e ao campeão e vice, vaga na Copa São Paulo de Futebol Júnior de 2020.

- Campeão: Desportiva Paraense
- Vice-campeão: Carajás

- A final da competição já havia sido disputada entre Carajás e Remo no dia 3 de julho com o primeiro sagrando-se campeão[23], porém por decisão do TJD[24] a Desportiva Paraense voltou às semifinais da competição, venceu o Clube do Remo e garantiu vaga para a final.
- No dia 26 de setembro, o campeonato estaria novamente iniciando a decisão, porém por falta de condições de jogo e também por número insuficiente de jogadores por parte do Carajás, a partida foi encerrada com 15 segundos.[25]

| Quinta-Feira, 26 de Setembro | Carajás | 0 – 3 (W.O.) | Desportiva Paraense | Mangueirão, Belém              |
| 15:30                        |         | Súmula FPF   |                     | Árbitro: PA Danilo Lopes Viana |

## Campeonato Paraense sub-15
- Campeão: Remo
- Vice-campeão: Paysandu

| Domingo, 8 de Dezembro | Paysandu      | 1 – 1 (3) – (5) | Remo  | Mangueirão, Belém |
| 9:30                   | Thiago Felipe | [ Súmula FPF]   | Pedro | Árbitro: PA -     |

## Feminino
- A competição garante ao campeão vaga no Campeonato Brasileiro Feminino - Série A2 de 2020.
- Ver Também: Campeonato Paraense de Futebol Feminino de 2019

- Campeão: ESMAC [26]
- Vice-campeão: Remo

| Domingo, 1 de Dezembro | Remo     | 1 – 2         | ESMAC                                  | Mangueirão, Belém                                     |
| 9:30                   | Anne 44' | [ Súmula FPF] | 45+1' Loura Soure · 80' Loura Capanema | Árbitro: PA Alexandre Expedito Vieira da Silva Junior |

## Campeonato Paraense feminino Sub-20
- Campeão: Paysandu [27]
- Vice-campeão: ESMAC

| 29 de Junho | Paysandu               | 2 – 0 | ESMAC | CEJU – CAMPO I, Belém |
| 9:30        | Anne 09' · Micaely 20' |       |       |                       |